# デュウェイン・ダンハム
デュウェイン・ダンハム（Duwayne Dunham）は、アメリカ合衆国の映画監督・編集技師。

## フィルモグラフィ
- スター・ウォーズ エピソード6/ジェダイの帰還 Star Wars Episode VI: Return of the Jedi (1983) - 編集
- ブルー・ベルベット Blue Velvet (1986) - 編集
- Cherry 2000 (1987) - 編集
- ワイルド・アット・ハート Wild at Heart (1990) - 編集
- 奇跡の旅 Homeward Bound: The Incredible Journey (1993) - 監督
- リトル・ジャイアンツ Little Giants (1994) - 監督

### テレビ映画
- ハロウィーンタウン Halloweentown (1998) - 監督
- マーメイド・ボーイ 僕って人魚!? The Thirteenth Year  (1999) - 監督
- 走れ!おしゃべり馬 ひみつの必勝作戦 Ready to Run (2000) - 監督
- キューティ・ツインズ/シュートをねらえ! Double Teamed (2002) - 監督
- レーシング・エンジェルズ Right on Track (2003) - 監督
- Tiger Cruise (2004) - 監督
- 秘密のミラクル・マジシャン Now You See It... (2005) - 監督

### テレビシリーズ
- ツイン・ピークス Twin Peaks (1990-1991)
  - パイロット版 - 編集
  - シーズン1 第2話 - 監督
  - シーズン2 第1話 - 編集
  - シーズン2 第11話 - 監督
  - シーズン2 第18話 - 監督
- ツイン・ピークス The Return (2017) - 編集